# Saint Peter (Dominica)
Saint Peter ist ein Parish auf der Insel Dominica. Das Parish hat 1427 Einwohner auf einer Fläche von 27,7 km².

## Orte
- Colihaut